# Tilla Durieux
Tilla Durieux, född 18 augusti 1880 i Wien, Österrike-Ungern, död 21 februari 1971 i Västberlin, var en österrikisk skådespelare. Under 1900-talets första decennier arbetade hon som teaterskådespelare vid olika scener i Österrike och Tyskland, och medverkade även i några få filmer. Hon lämnade Tyskland 1933, och var inte verksam där under Tredje riket. På 1950-talet återkom hon till västtysk film och TV i roller som äldre kvinnor. Hon avled 90 år gammal till följd av komplikationer efter en operation.

## Filmografi, urval
- 1929 – Månraketen
- 1954 – Den sista bron
- 1956 – Mysteriet Anastasia
- 1961 – Barbara - Wild wie das Meer
- 1966 – Es